# Cartierul Dâmbul Rotund din Cluj-Napoca
Dâmbul Rotund (maghiară Kerekdomb) cartier în Cluj-Napoca, situat în partea de nord-vest a orașului. Este un cartier de case care face legătura între zona centrală și ieșirea din Cluj-Napoca spre Zalău prin satul Baciu. 
În cartierul Dâmbul Rotund se află autogara Beta din Cluj, școala de Poliție din Cluj-Napoca, pensiunea Mioval (lângă șc. de Poliție), hotel Beta (lângă autogară) și pensiunea Mureș (la ieșirea din cartier spre Zalău).
Marea majoritate a populației cartierului locuiește în case, cu excepția celor câteva blocuri existente în zona Depou și în zona străzii Maramureșului și Jean Jaures.

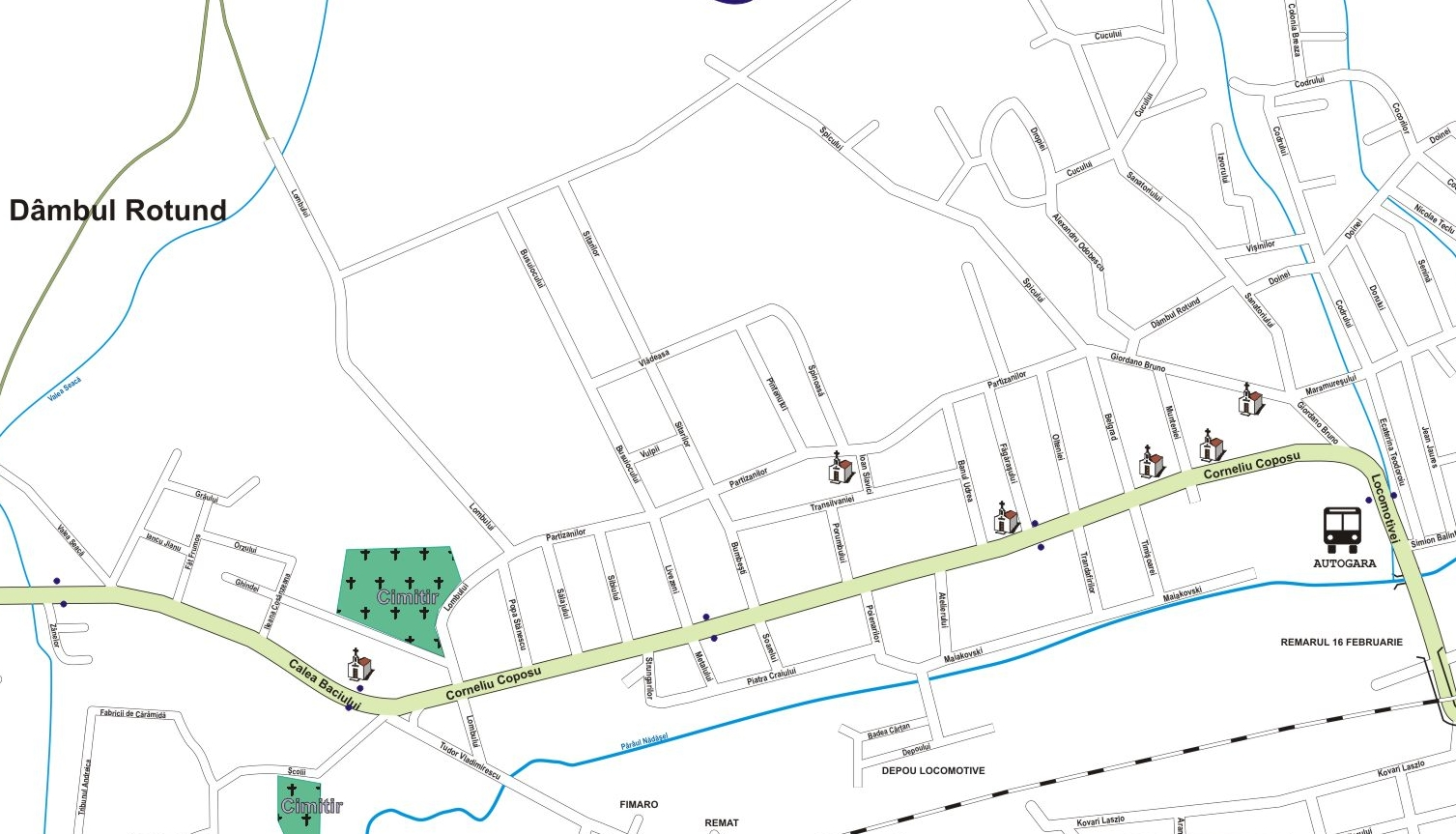
Harta Cartierului Dâmbul Rotund